# Timidina chinasi
La timidina chinasi è un enzima appartenente alla categoria delle chinasi, deputato dunque al trasferimento di un gruppo fosfato sul suo substrato, la timidina. Enzima molto importante nella prevenzione di alcuni tumori, è presente in animali, piante, batteri, archeabatteri e virus.

## Attività biologica
La reazione che catalizza è la seguente: Thd + ATP → TMP + ADP, ossia il trasferimento di un gruppo fosfato da una molecola di ATP a una timidina; in seguito alla reazione al posto della molecola di ATP troviamo una molecola di ADP. Il prodotto dell'enzima è detto timidina monofosfato e può entrare a far parte di varie vie biologiche; generalmente viene convertito in timidina difosfato da un'altra chinasi. La reazione catalizzata da questo enzima è propedeutica per molte reazioni relative al fenomeno della riparazione del DNA: per questo motivo si tratta di un enzima di fondamentale importanza nell'ambito oncologico, dal momento che il suo mancato funzionamento rappresenta un fattore di rischio per l'insorgenza di tumori. L'enzima è inoltre presente in alcuni farmaci antivirali.

## L'enzima nei mammiferi
Nei mammiferi sono presenti due isoenzimi di timidina chinasi: TK1 e TK2. TK1 è un enzima citosolico, mentre TK2 è un enzima localizzato nei mitocondri; entrambi sono comunque dipendenti dal ciclo cellulare e vengono sintetizzati prima della divisione cellulare. TK1 ha un peso molecolare di 25 kDa, anche se generalmente è presente sotto forma di dimero da 50 kDa. La timidina trifosfato fa da inibitore all'azione di entrambi gli isoenzimi.

## L'enzima virale
Alcuni virus hanno una timidina chinasi completamente diversa da quelle dei mammiferi, la quale viene infatti inibita da inibitori che non sortiscono alcun effetto sulle timidine chinasi dei mammiferi.